# Львівський округ
Львівський округ (також циркул) — адміністративна одиниця Королівства Галичини та Володимирії у складі монархії Габсбургів і Австрійської імперії.

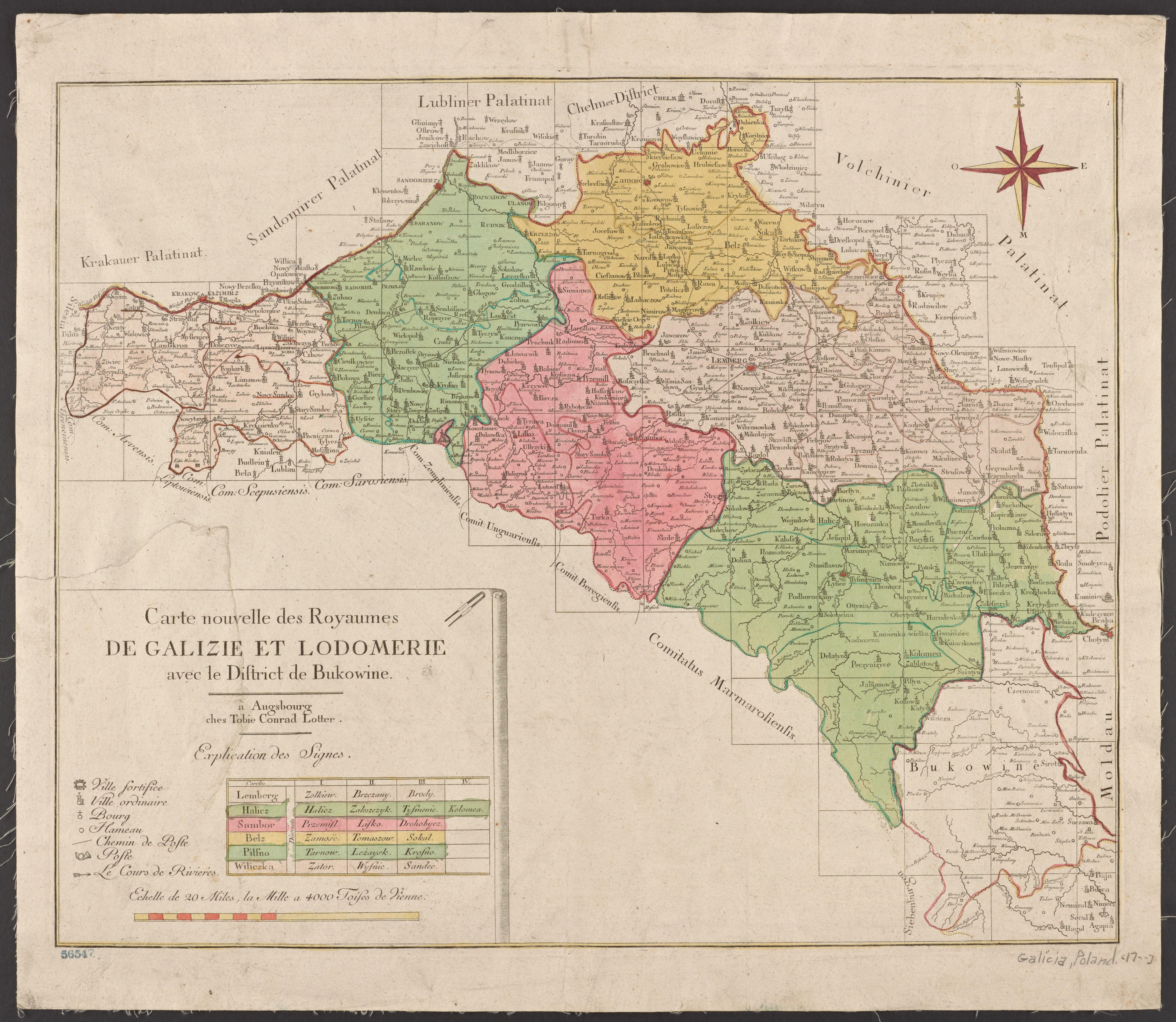
Адміністративний поділ Королівства Галичини та Володимирії у 1777—1782 роках

Округ утворений 1773 року. У 1781 році, зокрема, складався з першого дистрикту в Жовкві, другого — у Бережанах, третього — у Бродах.
22 березня 1782 року цісарева Марія Терезія видала патент, який ліквідовував дистрикти. Існував до 1867 року, коли округи було скасовано і залишено лише повітовий адміністративний поділ (повіти виділені у складі округів у 1854 році).

## Географія
Львівський округ межував на півночі зі Жовківським, на сході зі Золочівським і Бережанським, на півдні зі Самбірським та на заході з Перемиським округами.
У Львівському окрузі було 4 міста, 2 містечка та 173 села.

## Повіти
До 1867 року було 5 повітів:
- Винниківський
- Городоцький
- Львівський
- Щирецький
- Янівський

Після адміністративної реформи кількість повітів було скорочено, а округ скасовано.